# Договор от Арас (1435)
Мирният договор от Арас, подписан на 20 септември 1435 г., бележи важен етап от развитието на Стогодишната война. С него дългогодишният английски съюзник Бургундия (херцог Филип Добрия, 1417 - 1463) минава на френска страна. Това решение се дължи на постигнатия благодарение на Жана д'Арк обрат и предпоставя бъдещото английско поражение.
Конгресът започва през май под егидата на папата и с посредничеството на кардинали от трите страни. По това време Арас е под бургундска власт, поради което Филип се държи като домакин. Идеята е да се подпише мирен договор и да се сложи край на войната, но много скоро англичаните се виждат изправени пред френско-бургундски съюз и напускат разговорите. По същество те са възмутени от съгласието на другите страни, че крал Хенри VI няма права върху френския престол. Някога, през 1420 г., Хенри V успява да изкопчи от болния френски крал договора от Троа, с който е признат за наследник на трона му. Той обаче умира преди френския си „колега“, поради което договорът не се изпълнява. Англичаните автоматично признават сина му за крал, а доскоро това са правили и бургундците. Сега те се отмяятат от мнението си.
Основният въпрос между френския крал Шарл VII и Филип Добрия е за извинението на първия за това, че през 1417 г. е наредил да убият предишния бургундски херцог Жан Безстрашни. Френските представители Артюр дьо Ришмон и Рено дьо Шартър, който е архиепископ на Реймс, са инструктирани да приемат всички условия. Френската страна обещава да издири и накаже всички виновни в атентата, представител на краля лично да се извини, да издигне паметна плоча на мястото на събитието, да отслужи десетки литургии, за които Франция да плати. Като се изключи това унизително извинение Шарл постига много. Бургундците го признават за законен френски владетел и му връщат Париж, управляван от тях и англичаните повече от 15 години; изтеглят се от повечето окупирани земи, като запазват само няколко града по река Сома - те предпазват Фландрия (бургундско владение) от евентуални френски атаки. В същото време обаче Шарл обещава, че няма повече да третира Бургундия като свой васал и да събира данък. Това именно е историческият момент, когато Фландрия напуска състава на кралство Франция.